# Daniel Rodrigues (quần vợt)
Daniel Rodrigues (sinh ngày 10 tháng 11 năm 1986) là một vận động viên quần vợt xe lăn chuyên nghiệp đến từ Brazil.

## Cuộc đời
Anh sinh ngày 10 tháng 11 năm 1986 ở Brazil.

## Sự nghiệp
Tại kỳ Paralympic mùa hè 2012, anh thắng vòng 1 ở nội dung đơn trước Barrios của Colombia, vào vòng hai anh thất bại trườc vận động viên Shingo Kunieda của Nhật Bản. Ở đôi, anh đánh cặp với tay vợt đồng hương là Gomes, họ thua ở vòng 1 trước đôi Hàn Quốc là Ha-Gel Lee và Sang-Ho Oh. Kỳ Paralympic tiếp theo, 2016, anh thắng vòng đầu trước tay vợt đến từ Chile là Mendez sau hai set đấu, vòng hai anh thất bại trước Shingo Kunieda. Còn ở nội dung đôi, anh đánh cặp với Madeiros, họ được miễn vòng một, ở vòng 2, họ thất bại trước đôi Hà Lan là Tom Egberink và Maikel Scheffers sau hai set đấu.
Rodrigues có thứ hạng cao nhất ở đơn là vị trí số 15 vào ngày 9 tháng 10 năm 2017 và ở đôi có thứ hạng cao nhất là vị trí số 18 vào ngày 7 tháng 9 năm 2015.